# Northern California Open 1983
Il Northern California Open 1983 è stato un torneo di tennis giocato sul cemento. È stata la 1ª edizione del torneo, che fa parte del Virginia Slims World Championship Series 1983. Si è giocato a Bakersfield negli USA dal 26 settembre al 2 ottobre 1983.

## Campionesse

### Singolare
Jennifer Mundel ha battuto in finale  Julie Harrington con il punteggio di 6–4, 6–1

### Doppio
Kylie Copeland /  Lori McNeil hanno battuto in finale  Ann Henricksson/  Pat Medrado con il punteggio di 6–4, 6–3